# Viktor Suslin (roer)
Viktor Nikolajevitj Suslin (på russisk: Виктор Николаевич Суслин) (født 19. juli 1944 i Leningrad, død 7. august 2015 i Sankt Petersborg) var en russisk roer.

## Rokarriere
Suslin var i lighed med sin bror, Jurij Suslin, roer og afløste broderen i Sovjetunionens otter i midten af 1960'erne. Viktor Suslins første store internationale resultat kom i 1966, hvor han i otteren var med til at vinde VM-sølv. Ved samme VM-stævne stillede han også op i toer uden styrmand og vandt her bronze, mens han i 1967 vandt EM-bronze i otteren. Ved OL 1968 i Mexico City bestod den sovjetiske otter foruden Viktor Suslin af Zigmas Jukna, Antanas Bagdonavičius, Vytautas Briedis, Volodymyr Sterlyk, Valentyn Kravtjuk, Juozas Jagelavičius, Aleksandr Martysjkin og styrmand Jurij Lorentsson. Båden blev nummer tre i indledende heat og derpå nummer to i opsamlingsheatet, hvilket sikrede plads i A-finalen. Her var Vesttyskland hurtigst og fik guld foran Australien, men den sovjetiske båd sikrede sig bronze.
I 1971 roede Viktor Suslin firer med styrmand og var her med til at vinde EM-bronze.

## OL-medaljer
- 1968:  Bronze i otter